# Kurmärkisches Dragoner-Regiment Nr. 14
Das Kurmärkische Dragoner-Regiment Nr. 14  war ein Kavallerieverband der Preußischen Armee. 

## Geschichte
Der Verband wurde durch A.K.O. vom 30. Oktober 1866 aus Abgaben des Kürassier-Regiments Nr. 5, des Dragoner-Regiments Nr. 4 sowie des Husaren-Regiments Nr. 2 gebildet. Am 5. November war die Aufstellung abgeschlossen. Stab, 1. und 5. Eskadron waren in Pleschen, die 2. Eskadron in Koźmin, die 3. Eskadron in Gostyń sowie die 4. Eskadron in Ostrów stationiert. Zur besseren Unterscheidung und zur Traditionsbildung erhielt der Verband am 7. November 1867 eine Namenserweiterung und führte daher ab diesem Zeitpunkt die Bezeichnung Kurmärkisches Dragoner-Regiment Nr. 14. Nach dem gewonnene Krieg gegen Frankreich bezog das Regiment am 5. April 1871 Colmar als neue Garnison.

### Deutsch-Französischer Krieg
Nachdem das Regiment in der Nacht vom 15. zum 16. Juli 1870 den Mobilmachungsbefehl anlässlich des Krieges gegen Frankreich erhalten hatte, rückten die Dragoner am 28. Juli aus und wurden zwei Tage später in Lissa auf die Bahn verladen. Zunächst lediglich zur Aufklärung eingesetzt, nahm der Verband an den Schlachten bei Weißenburg, Wörth und Sedan teil. Anschließend wurde es dem Belagerungsring um Paris zugeteilt. 

### Erster Weltkrieg
Mit der Mobilmachung rückte das Regiment an die Grenze bei Mülhausen aus und führte dort erste Gefechte gegen die von Belfort her angreifenden französischen Verbände. Es folgten Grenzgefechte in Lothringen. Nach der Schlacht an der Marne im Zuge der Frontverlängerung nahm das Regiment am Wettlauf zum Meer teil und gelangte so bis Nordfrankreich. Im November 1914 verlegte der Verband an die Ostfront und kämpfte dort bei der 39. Kavallerie-Brigade mit dem Jäger-Regiment zu Pferde Nr. 3 im Raum Kowel und Brest-Litowsk gegen feindliche Freischärler.

### Verbleib
Nach Kriegsende musste jede Eskadron für sich den Heimweg antreten. Nicht ohne Probleme trafen die einzelnen Eskadronen bis zum Januar 1919 in Hünfeld ein, wurden dort zunächst demobilisiert und schließlich aufgelöst. Aus den Resten des Regiments wurde dann noch eine Freiwilligen-Eskadron gebildet, die im Mai 1919 im Freikorps „Eulenburg“ am Grenzschutz in Schlesien beteiligt war. 
Die Tradition übernahm in der Reichswehr durch Erlass des Chefs der Heeresleitung General der Infanterie Hans von Seeckt vom 24. August 1921 die 4. Eskadron des 7. (Preußisches) Reiter-Regiments in Lüben.

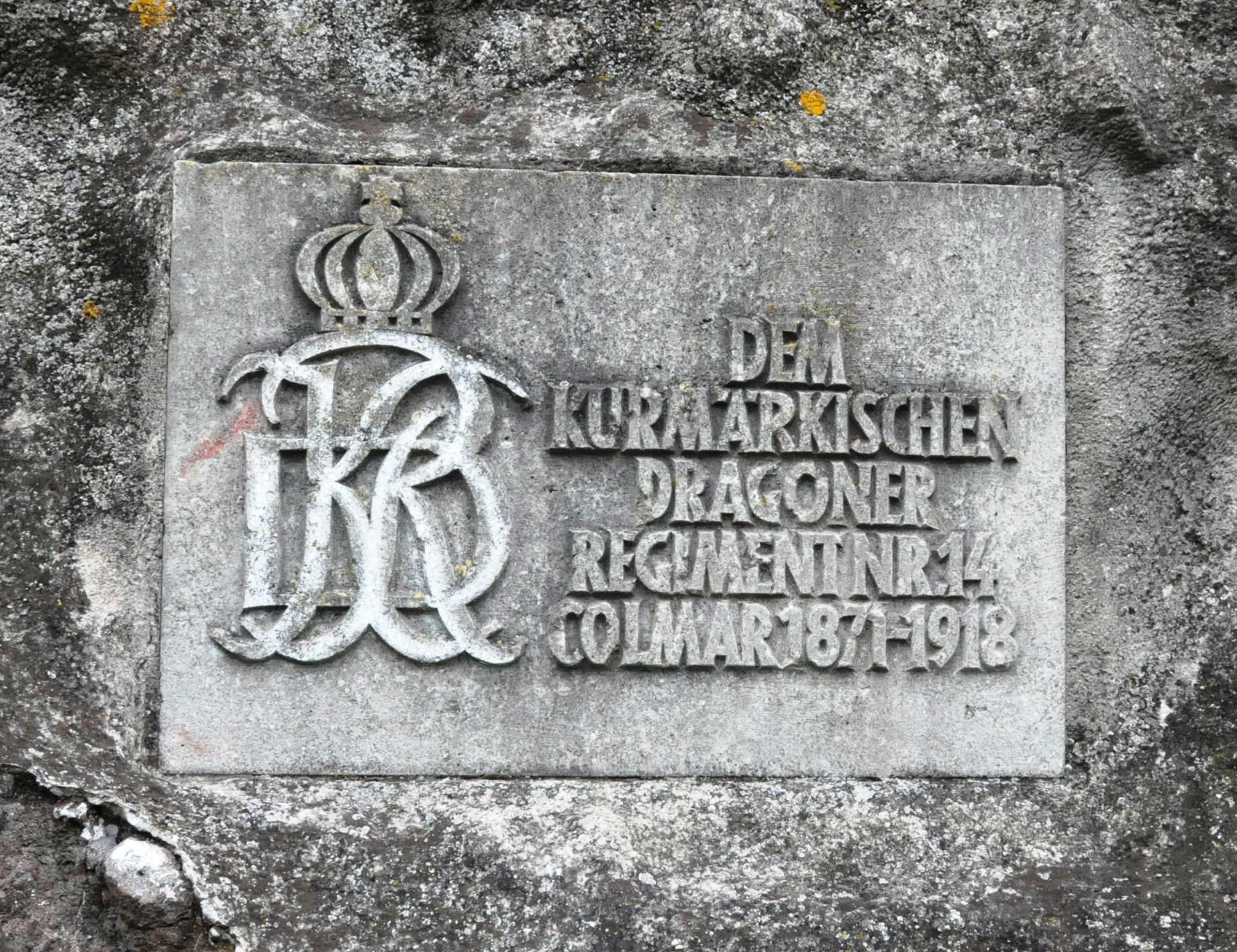
Gedenktafel im Breisach aus dem Jahr 1962

### Denkmal
Auf dem Eckartsberg in Breisach am Rhein wurde 1929 als zentrales Denkmal für das Regiment ein zwölf Meter hoher Obelisk nach einem Entwurf des Architekten Karl Gruber (1885–1966) als zentrales Denkmal dieses Regiments errichtet. Nach schwerer Beschädigung im Zweiten Weltkrieg wurde es abgetragen. Der Freiburger Bildhauer Walter Schelenz (1903–1987) gestaltete eine Gedenktafel, die 1962 ebenfalls auf dem Eckartsberg eingeweiht wurde.

## Regimentschef
| Dienstgrad | Name                           | Datum                                  |
| ---------- | ------------------------------ | -------------------------------------- |
|            | Leopold II., König von Belgien | 22. Februar 1878 bis 17. Dezember 1909 |
|            | Alexandra Viktoria von Preußen | 14. Mai 1912 bis Auflösung             |

## Kommandeure
| Dienstgrad                  | Name                                | Datum                                                               |
| --------------------------- | ----------------------------------- | ------------------------------------------------------------------- |
| Oberstleutnant/Oberst       | Hermann von Schön                   | 30. Oktober 1866 bis 30. März 1872                                  |
| Oberst                      | Friedrich von der Groeben           | 31. März bis 17. Juli 1872 (in Vertretung)                          |
| Major/Oberstleutnant        | Richard von Gottberg                | 18. Juli 1872 bis 14. April 1873 (mit der Führung beauftragt)       |
| Oberstleutnant/Oberst       | Richard von Gottberg                | 15. April 1872 bis 28. April 1879                                   |
| Oberstleutnant              | Hermann Vogt                        | 29. April 1879 bis 6. Dezember 1880                                 |
| Major/Oberstleutnant        | Ferdinand von Dörnberg              | 07. Dezember 1880 bis 17. Oktober 1881 (mit der Führung beauftragt) |
| Oberstleutnant/Oberst       | Ferdinand von Dörnberg              | 18. Oktober 1881 bis 21. März 1887                                  |
| Oberstleutnant              | Max von Maltzahn                    | 22. März 1887 bis 14. Oktober 1888                                  |
| Oberstleutnant              | Fedor Engelmann                     | 15. Oktober 1888 bis 11. August 1890                                |
| Oberstleutnant              | Curt von Bachmayr                   | 12. August 1890 bis 16. Mai 1892                                    |
| Oberstleutnant              | Helmuth von Hardenberg              | 17. Mai bis 17. Juni 1892 (in Vertretung)                           |
| Oberstleutnant/Oberst       | Helmuth von Hardenberg              | 18. Juni 1892 bis 16. April 1897                                    |
| Würt. Oberst                | Karl von Röder                      | 17. April 1897 bis 15. Juni 1901                                    |
| Würt. Oberstleutnant/Oberst | Hermann von Roeder                  | 16. Juni 1901 bis 9. April 1906                                     |
| Oberst                      | Ernst Legde                         | 10. April 1906 bis 16. Dezember 1908                                |
| Oberstleutnant/Oberst       | Günther von Etzel                   | 17. Dezember 1908 bis 21. April 1912                                |
| Major/Oberstleutnant        | Bernhard Bronsart von Schellendorff | 22. April 1912 bis 30. Juli 1914                                    |
| Oberstleutnant              | Paul von Schoenaich                 | 08. August 1914 bis 11. Juli 1915                                   |
| Major                       | August von Westerweller             | 12. Juli 1915 bis Auflösung                                         |

## Uniform
Die Dragoner trugen einen kornblumenblauen Waffenrock und eine anthrazitfarbene Hose. Der Waffenrock war mit schwedischen Aufschlägen ausgestattet.
Die sogenannte Abzeichenfarbe des Regiments war schwarz. Von dieser Farbe waren die Ärmelaufschläge, der Stehkragen, die Epaulettenfelder und Passanten. Der Kragen und die Ärmelaufschläge waren mit einer weißen Paspel versehen. Auf den Schulterstücken und Epauletten befand sich die Regimentsnummer. Die Knöpfe und  Beschlägewaren aus Tombak. Von der linken Schulter zur rechten Hüfte lief ein weißes Bandelier mit schwarzer Kartusche.  Bandelier und Kartusche wurden zum Ausgehanzug und zum Gesellschaftsanzug nicht getragen. Der Helm war mit einem  Dragoneradler aus Tombak ausgestattet, Schuppenketten und Helmspitze waren ebenfalls aus Tombak. Zur Parade wurde ein schwarzer (für die Musiker ein roter) Rosshaarbusch aufgesteckt. Die Landeskokarde war weiß-schwarz. Ebenso die Lanzenflagge der Mannschaften. Der Leibriemen (die Dragoner trugen kein Koppel) war weiß und mit einer einfachen Dornschnalle versehen. 
Gemäß A.O.K. vom 14. Februar 1907 wurde ab den Jahren 1909/10 für den Felddienst die feldgraue Uniform M 1910 eingeführt. Bei dieser Uniform war das Riemenzeug und die Stiefel naturbraun, der Helm wurde von einem schilffarbenen Überzug verdeckt. Bandelier und Kartusche wurden nicht mehr getragen.